# Terrapin (歌曲)
《Terrapin》 是西德·巴雷特的第一张个人专辑《The Madcap Laughs》的开场曲。与大部分专辑一样，它的编曲很稀疏，只有声音和电吉他伴奏。 这首歌，连同《Maisie》和《Bob Dylan Blues》; 反映了巴雷特对布鲁斯的早期兴趣。 伊斯基摩（巴雷特的熟人之一）称这首歌“非常吸引人”。

## 人员
- 西德·巴雷特 - 声乐，原声和电吉他
- 马尔科姆·琼斯 - 制片人